# Thần Phong Đao
Thần Phong Đao là phim truyền hình cổ trang Trung Quốc, Vương Minh Quân, Thôi Tuấn Kiệt đạo diễn, với Tần Tuấn Kiệt, Quan Hiểu Đồng, Tào Tuấn, Hứa Hoàn Sơn, Quả Tĩnh Lâm, Lâu Giai Duyệt đóng vai chính .

## Nội dung
Thủy Ca bị tan cửa nát nhà, đến Trường An để tránh bị truy sát, với bốn thanh thiếu niên Kim Ca, Ngân Ca, Đồng Ca và Thiết Ca không quen biết trở thành anh em sống chết có nhau. Ngoài ra còn kết thân với thiếu niên Ba Tư Tái Mã và A Bốc Đô. Năm thiếu niên muốn gây dựng một tương lai tốt đẹp, nhưng họ bất ngờ đi nhầm vào phủ của kẻ đứng đầu lực lượng tội ác ở khu Tây Bắc. Họ không biết rằng Vương ngự sử là thủ phạm chính khiến Thủy Ca phải chịu đựng họa diệt môn. Để loại bỏ "Cá lọt lưới", Vương ngự sử gửi năm thanh thiếu niên đến khu Tây Bắc. Họ dự định lợi dụng năm anh em họ để cướp cống phẩm và sau đó đổ tôị cho họ để tìm cách diệt khẩu.

## Diễn viên
| Tên              | Vai                   | Ghi chú |
| Tần Tuấn Kiệt    | Thủy Ca               | Sinh ra trong nước nên có tên là Thủy Sinh, anh được gọi một cách trìu mến là Thủy Ca. Lớn lên ở thiên đường, dưới sự giám sát nghiêm ngặt của cha, anh học văn và võ, với tuyệt kỷ thần phong đao pháp và làm trang bị một đôi dao ngắn, là một thanh niên vô học, nhưng đột nhiên phải chịu thảm họa diệt vong.                        |
| Quan Hiểu Đồng   | Thủy Liên             | Là con gái của chủ cửa hàng phòng giấm, và là người yêu thời thơ ấu của Thủy Ca, cô ấy hoạt bát và đáng yêu không hài lòng với thái độ của cha cô đối với Thủy Ca. |
| Tào Tuấn         | Thiết Ca              | Từ nhỏ, không cha không mẹ, anh có thể làm bất cứ điều gì để tồn tại, anh giấu mũi tên trong tay áo, võ nghệ cao cường và là người toàn năng. Anh ấy là người rõ ràng, có ý tưởng lớn nhỏ, mặc dù nghịch ngợm nhưng anh ấy là người chính trực và trung thành, anh ấy được mọi người yêu mến.                                            |
| Nhiễm Húc        | Ngân Ca               | Vốn là thư đồng của tú tài Giang Nam, đồng hành cùng cha đến Trường An để thi, sau khi cha mất, anh ta sống một mình trên đường phố. Anh thích múa và dùng mực đễ viết chữ, có tài hùng biện, tự cho mình là người thông minh, đôi khi thông minh bị nhầm lẫn với sự khôn khéo.                                                          |
| Cao Hải Thành    | Đồng Ca               | Em bé chăn cừu ở vùng nông thôn Weibei được sinh ra với tính khí cáu kỉnh, nhưng trung thực và trung thành. Mang theo một cặp súng cao su bằng da quanh thắt lưng.Tthường đến Bắc Kinh, không phải để nổi tiếng, chỉ muốn thanh thản. |
| Vương Sấm        | Kim Ca                | Xuất thân con nhà kinh thành, tính tình điềm đạm, biết tổng thể tình hình, kiếm thuật giỏi nên được tôn làm ông chủ. Anh ta rất thông thạo đường phố của thành phố Trường An và thậm chí cả những tin đồn trong cung điện. Sống trên thương trường, anh ta có hoài bão và muốn đi con đường đúng đắn, đóng góp và đạt được danh tiếng.   |
| Lâu Giai Duyệt   | Tái Mã                | Vũ công từ nhà hàng Ba Tư ở thành phố Trường An, cô nổi tiếng ở Bắc Kinh với điệu múa Hồ Tuyền. Tính tình bộc trực, nóng nảy không kiềm chế, dám yêu dám hận. Thích Thủy Ca, đi theo anh ấy đến tận cùng thế giới nhưng không bao giờ đòi hỏi bất cứ điều gì.                                                                            |
| Vưu Hạo Nhiên    | A Bốc Đô              | Bậc thầy đấu vật người Ba Tư, theo Tái Mã ở lại Ba Tư như một người làm việc vặt trong một nhà hàng Ba Tư, thẳng thắn, si tình, trung thành và can đảm, không giỏi ăn nói, vì Tái Mã và Thủy Ca cùng những người khác trở thành kẻ thù và cuối cùng trở thành bạn.                                                                       |
| Tống Dật         | Vương Yên             | Ái nữ của Vương đại nhân Ngự sữ trung thừa đương triều, xinh đẹp và giỏi giang, sau vào dinh thự làm võ tướng, lớn lên cùng Thủy Ca và yêu anh sau đó bỏ nhà ra đi vì âm mưu của cha mình. |
| Bốc Khang        | Vương Lâm             | Con trai của Vương đại nhân Ngự sữ trung thừa đương triều, chơi bời lêu lổng, là một chư hầu thiếu kiên nhẫn. ngưỡng mộ Kungfu của Thủy Ca, và mời anh đến dinh thự để trở thành võ sĩ của riêng mình. |
| Nhất Chân        | Mao Lí Cầu            | Tay sai của Đỗ Hành, sĩ quan, Thủ lĩnh của thế lực tà ác, là người tàn nhẫn, kiếm pháp phi thường. |
| Uông Dương       | Vương đại nhân        | |
| Hứa Hoàn Sơn     | Nhất Huyền đạo trưởng | Đạo trường Phong Đỉnh Sơn, người cố vấn và ân nhân cứu mạng của Thủy Ca, đồng thời là người thừa kế nội lực Thái Cực Quyền. |
| Quả Tĩnh Lâm     | Lý Bạch               | Quý phi nghiên mặc lực sĩ không còn được ngắm cởi giày nữa, ông coi mình như một kiếm sĩ nổi tiếng, có hàng trăm bài thơ về chiến đấu bằng rượu, làm dậy sóng trong một nhà hàng Ba Tư, và trở thành tình bạn lâu năm với các anh em của Thủy Ca.                                                                                        |
| Vương Đại Trị    | Trương Quả Lão        | Hiệu Thông Huyền tiên sinh, sư huynh của Nhất Huyền đạo trưởng, đặc đạo tiên nhân, võ công bất phàm, đã mấy trăm tuổi nhưng dung mạo tuấn tú. Được Hoàng đế Huyền Tông gọi đến Trường An hoằng pháp, vì hoàng đế muốn gả em gái cho mình nên đã trốn thoát. Mục đích là àm quen với năm người trẻ tuổi, dạy họ mỗi người một bộ kỹ năng. |
| Dương Tân Minh   | Chủ tiệm phòng giấm   | Cha của Thủy Liên |
| La Kinh Dân      | Hồ Đại Thúc           | Người làng Bàn Khê, trưởng làng đương thời ngay thẳng |
| Chu Trí          | Thập Tam Nương        | Bà chủ của Hảo Nguyệt lâu thành Qua châu |
| Ngưu Quân        | Ba Tử                 | |
| Vương Nghiễn Huy | Đỗ Hành               | Thứ sử Qua Châu, thủ lĩnh trực tiếp của thế lực tà ác ở Tây Bắc, bí mật thông đồng với Vương Ngự sử cố gắng đóng khung tướng Cao của tỉnh An Tây và thay thế ông. Nham hiểm, độc ác, tàn nhẫn. |

## Nhạc phim
Tất cả các ca khúc được viết bởi A Côn.
| STT | Nhan đề                                    | Sáng tác | Trình bày                | Thời lượng |
| --- | ------------------------------------------ | -------- | ------------------------ | ---------- |
| 1.  | "Thần Phong Đao (神风刀)" (Nhạc cuối phim) | A Côn    | Tào Dương                | 3:21       |
| 2.  | "少年有情不言悔" (Sáp khúc)                | A Côn    | Tào Dương, Hướng Linh Hi | 3:40       |